# سبرينغفيل (يوتا)
سبرينغفيل (بالإنجليزية: Springville, Utah)‏ هي مدينة تقع في الولايات المتحدة في مقاطعة يوتا، يوتا. يقدر عدد سكانها بـ 30,621 نسمة ومساحتها 37.4 كم2 وترتفع عن سطح البحر 1,395 متر.

## التركيبة السكانية
حدّد مكتب تعداد الولايات المتحدة بيانات التركيبة السكانية لسبرينغفيل في تعداد الولايات المتحدة. في ما يلي، التركيبة السكانية حسب تعدادي 2000 و2010.

### تعداد عام 2000
بلغ عدد سكان سبرينغفيل 20,424 نسمة بحسب تعداد عام 2000، وبلغ عدد الأسر 5,975 أسرة وعدد العائلات 5,025 عائلة مقيمة في المدينة. في حين سجلت الكثافة السكانية 547.9 نسمة لكل كيلومتر مربع (1,419.1/ميل2). وبلغ عدد الوحدات السكنية 6,229 وحدة بمتوسط كثافة قدره 167.1 لكل كيلومتر مربع (432.8/ميل2).
وتوزع التركيب العرقي للمدينة بنسبة 94.58% من البيض و0.11% من الأمريكيين الأفارقة و0.62% من الأمريكيين الأصليين و0.35% من الأمريكيين ذوي الأصول الآسيوية و0.28% من سكان جزر المحيط الهادئ و2.23% من الأعراق الأخرى و1.83% من عرقين مختلطين أو أكثر و4.77% من الهسبانيون أو اللاتينيون من أي عرق.
بلغ عدد الأسر 5,975 أسرة كانت نسبة 54.4% منها لديها أطفال تحت سن الثامنة عشر تعيش معهم، وبلغت نسبة الأزواج القاطنين مع بعضهم البعض 72.4% من أصل المجموع الكلي للأسر، ونسبة 8.7% من الأسر كان لديها معيلات من الإناث دون وجود شريك،  بينما كانت نسبة 3.1% من الأسر لديها معيلون من الذكور دون وجود شريكة وكانت نسبة 15.9% من غير العائلات. تألفت نسبة 13.2% من أصل جميع الأسر من عدة أفراد يعيشون في نفس المنزل ونسبة 5.8% كانت تتألف من شخص يعيش بمفرده يبلغ من العمر 65 عاماً أو أكثر. وبلغ متوسط حجم الأسرة المعيشية 3.41، أما متوسط حجم العائلات فبلغ 3.76.
بلغ العمر الوسطي للسكان 25.0 عاماً. وكانت نسبة 37.4% من القاطنين تحت سن الثامنة عشر، وكانت نسبة 12.7% بين الثامنة عشر والرابعة والعشرين عاماً، ونسبة 28% كانت واقعةً في الفئة العمرية ما بين الخامسة والعشرين والرابعة والأربعين عاماً، ونسبة 14% كانت ما بين الخامسة والأربعين والرابعة والستين، ونسبة 7.7% كانت ضمن فئة الخامسة والستين عاماً فما فوق. يوجد لكل 100 أنثى 98.4 ذكر، ويوجد لكل 100 أنثى في الثامنة عشر من عمرها فما فوق 94.7 ذكر.
بلغ متوسط دخل الأسرة في المدينة 46,472 دولارًا، أما متوسط دخل العائلة فبلغ 48,845 دولارًا. وكان متوسط دخل الذكور 37,942 دولارًا مقابل 26,098 دولارًا للإناث. وسجل دخل الفرد الخاص بالمدينة 15,634 دولارًا. وكانت نسبة 6.6% من العائلات ونسبة 8% من السكان تحت خط الفقر، وكان من هؤلاء نسبة 10.3% تحت سن الثامنة عشر ونسبة 4% في الخامسة والستين من العمر وما فوق.

## معرض صور

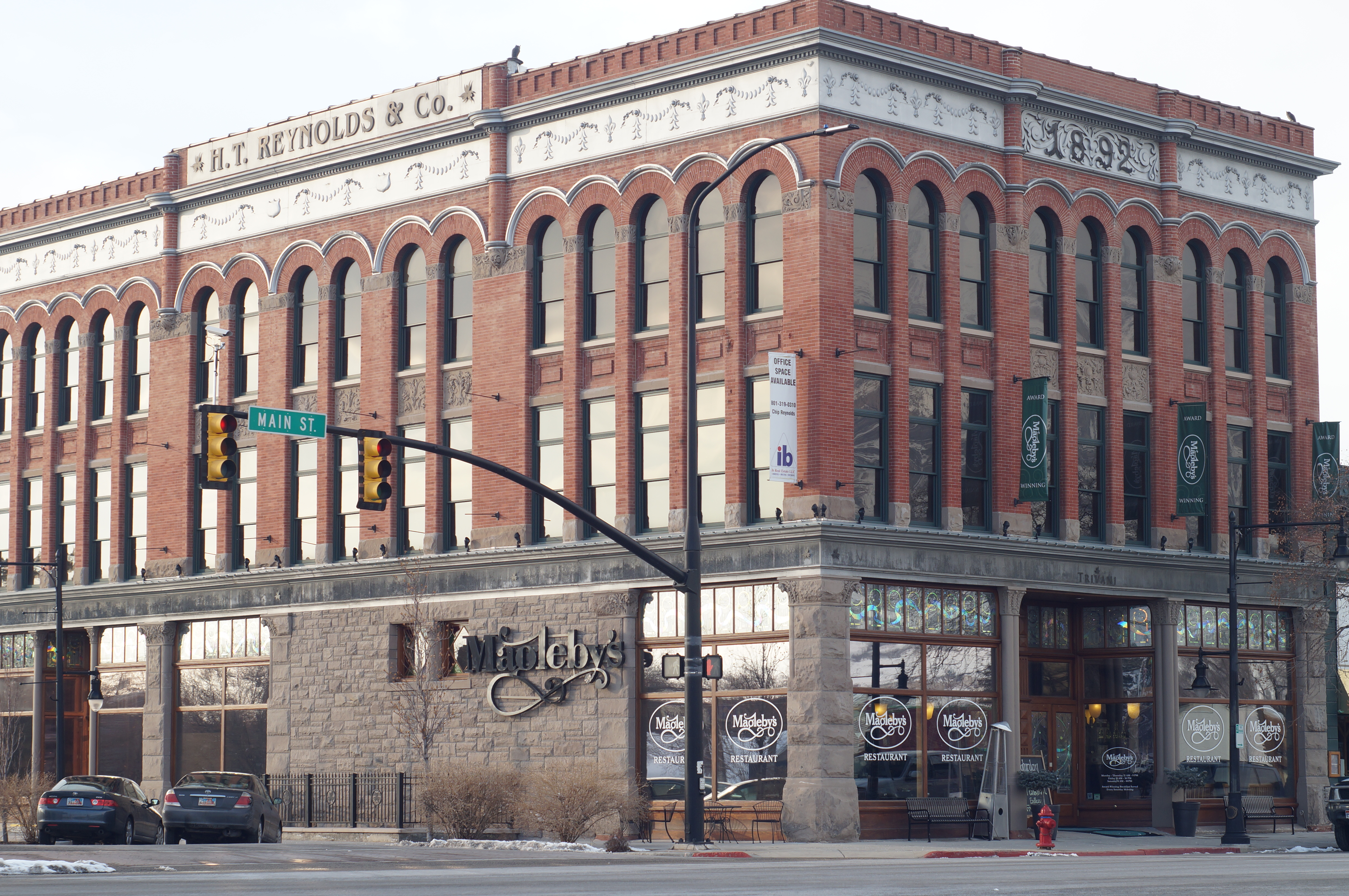
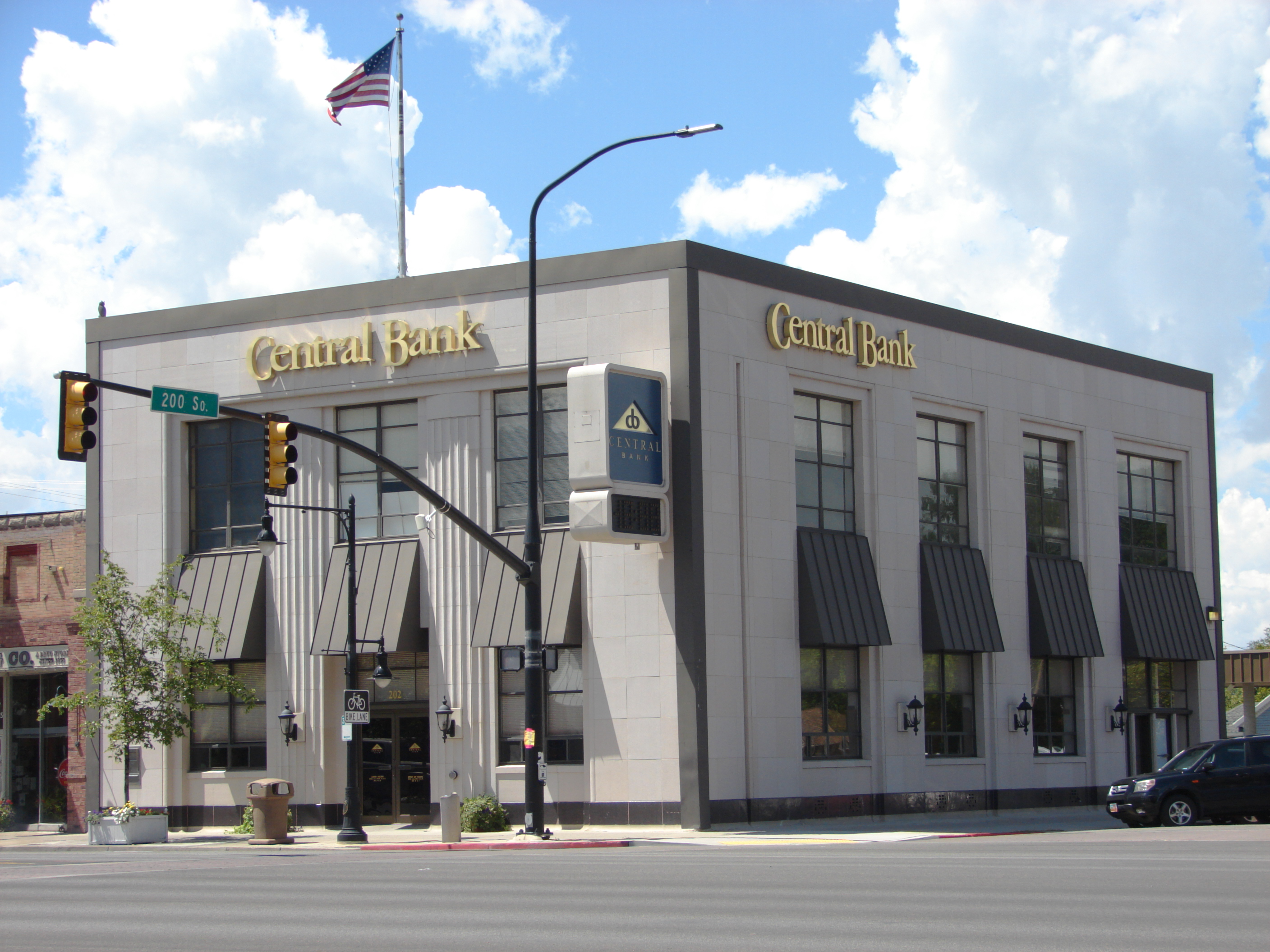
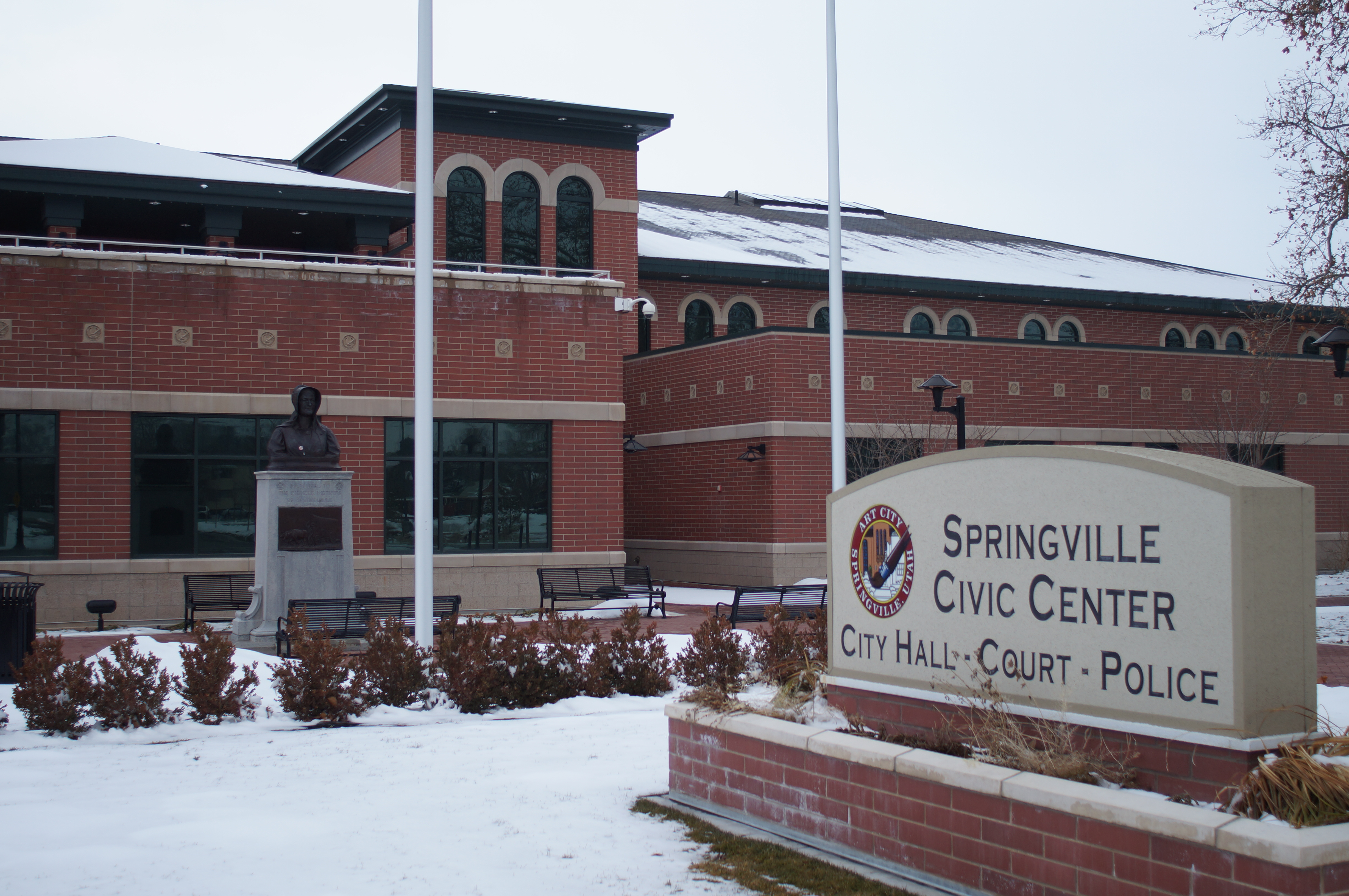
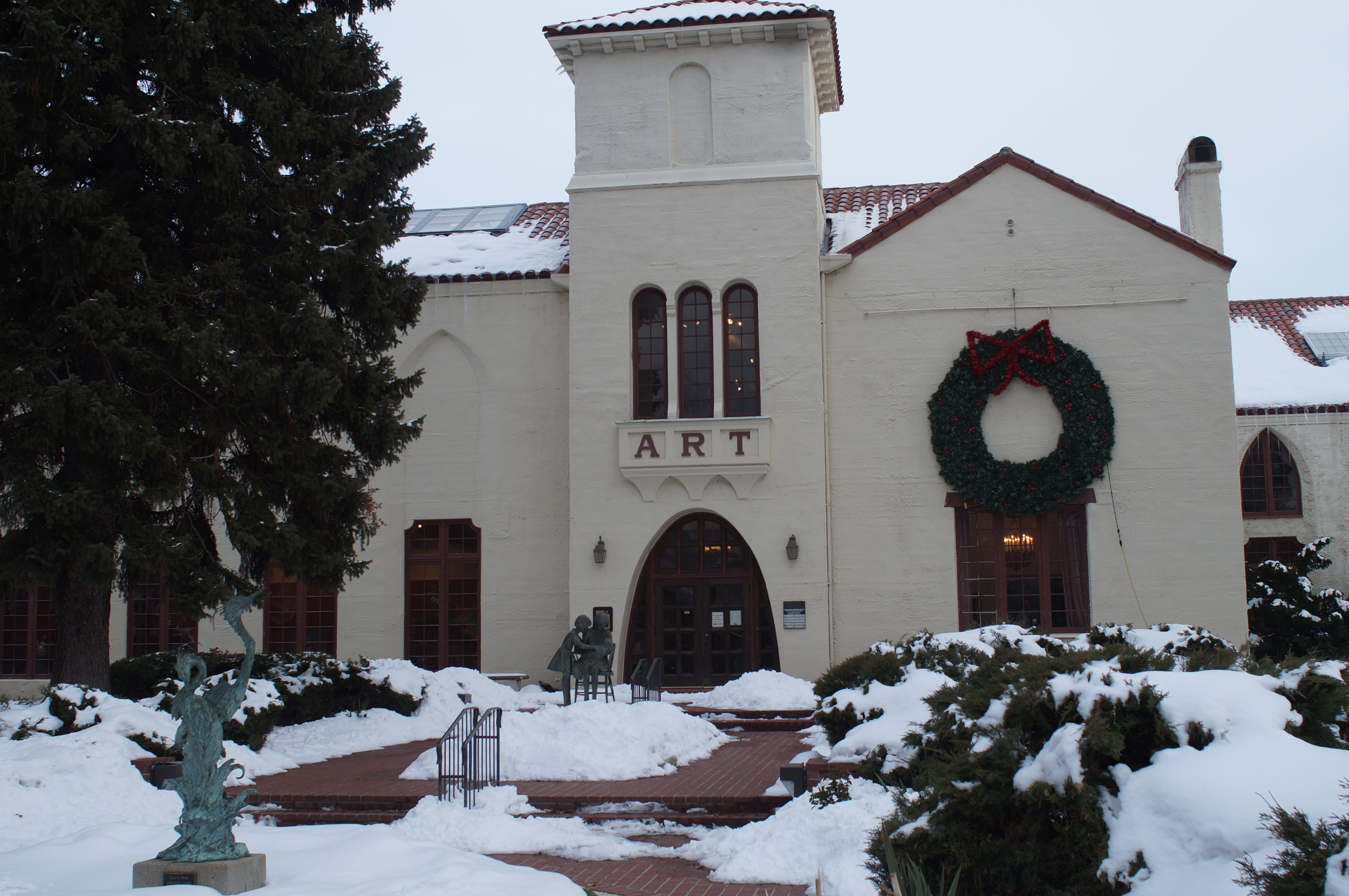
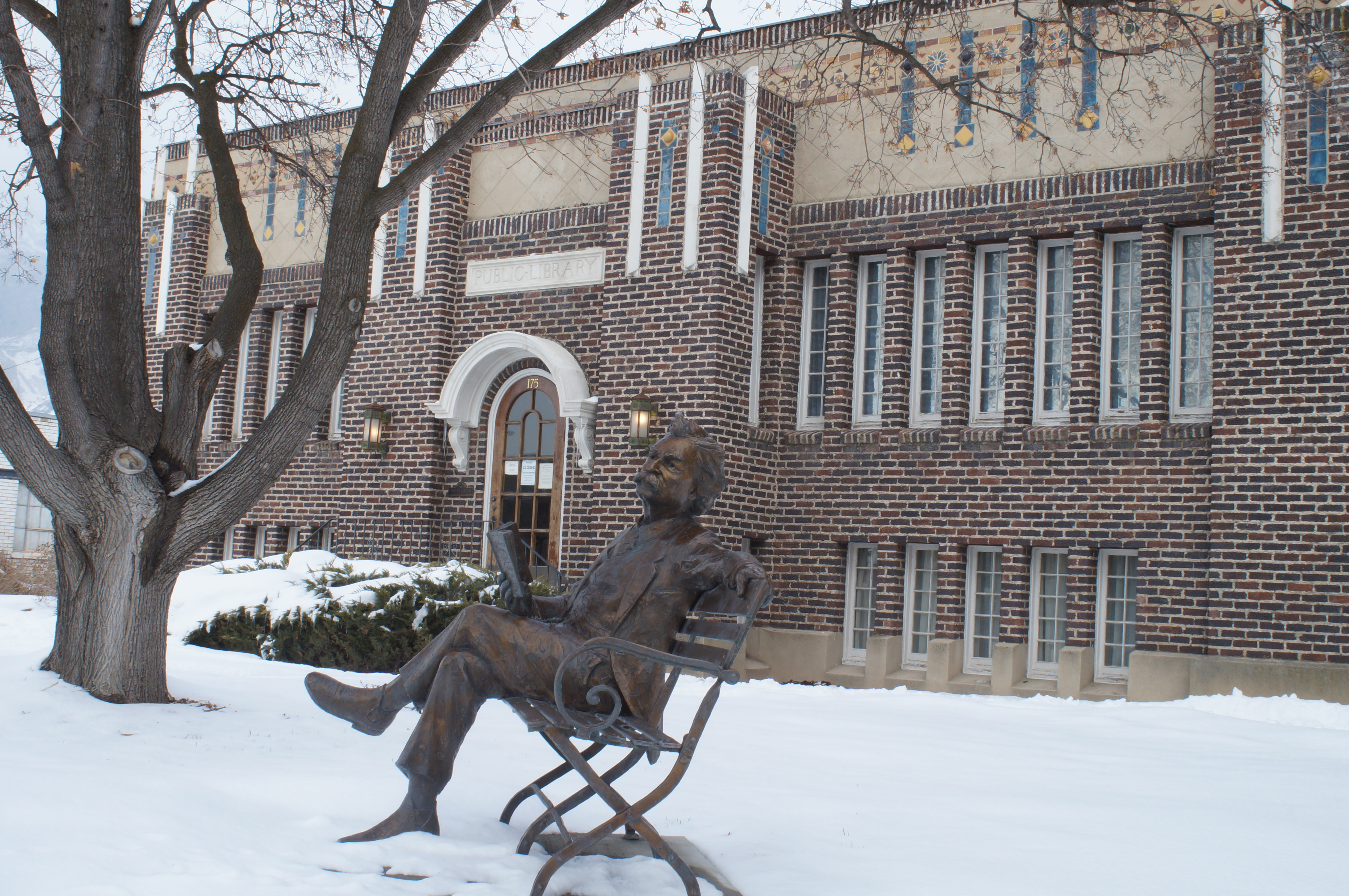
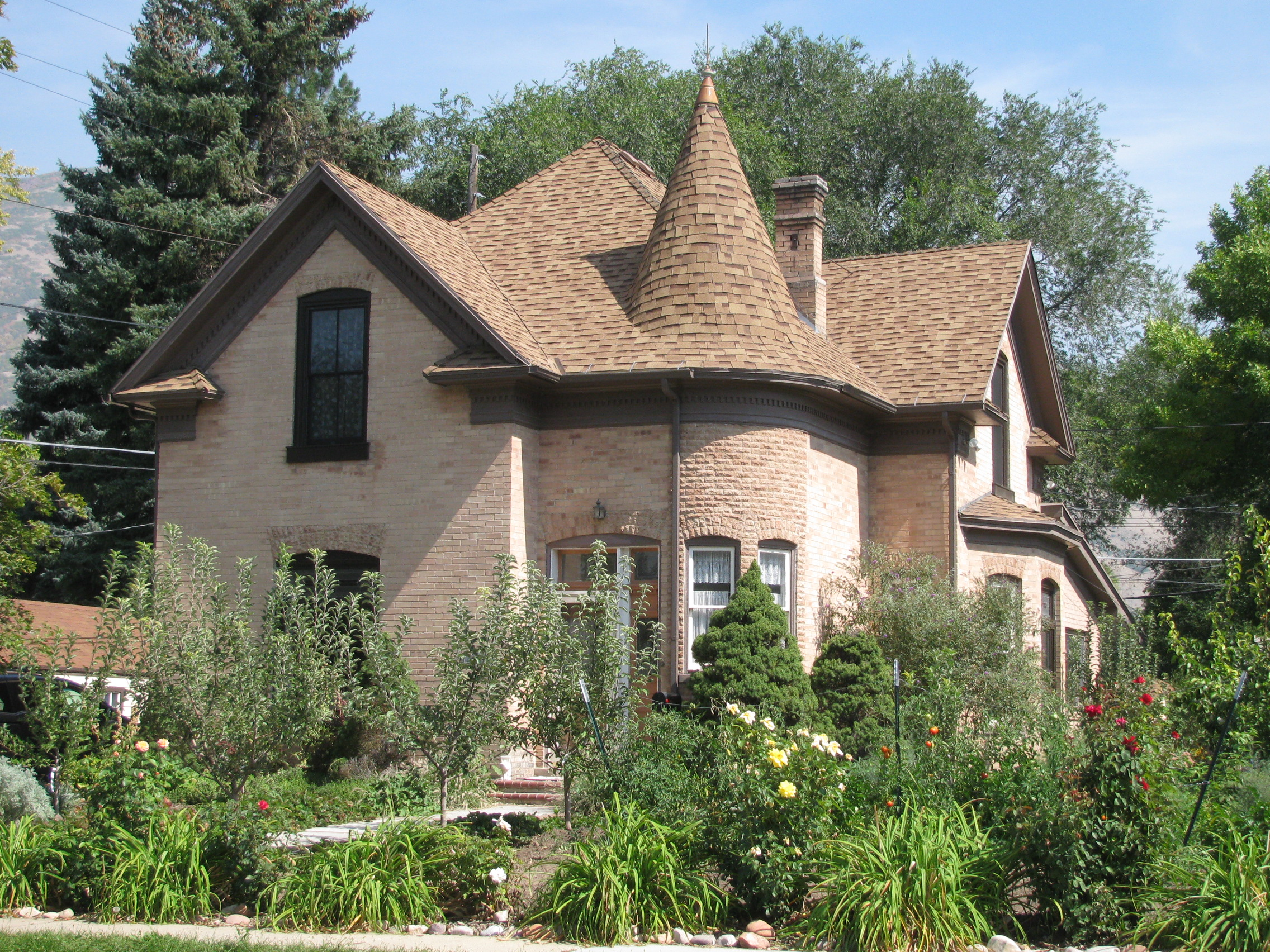

### تعداد عام 2010
بلغ عدد سكان سبرينغفيل 29,466 نسمة بحسب تعداد عام 2010، وبلغ عدد الأسر 8,531 أسرة وعدد العائلات 7,117 عائلة مقيمة في المدينة. في حين سجلت الكثافة السكانية 790.4 نسمة لكل كيلومتر مربع (2,047.1/ميل2). وبلغ عدد الوحدات السكنية 8,927 وحدة بمتوسط كثافة قدره 239.5 لكل كيلومتر مربع (620.3/ميل2).
وتوزع التركيب العرقي للمدينة بنسبة 90.33% من البيض و0.44% من الأمريكيين الأفارقة و0.52% من الأمريكيين الأصليين و0.61% من الأمريكيين ذوي الأصول الآسيوية و0.58% من سكان جزر المحيط الهادئ و5.05% من الأعراق الأخرى و2.48% من عرقين مختلطين أو أكثر و11.82% من الهسبانيون أو اللاتينيون من أي عرق.
بلغ عدد الأسر 8,531 أسرة كانت نسبة 53.7% منها لديها أطفال تحت سن الثامنة عشر تعيش معهم، وبلغت نسبة الأزواج القاطنين مع بعضهم البعض 69.8% من أصل المجموع الكلي للأسر، ونسبة 9.5% من الأسر كان لديها معيلات من الإناث دون وجود شريك،  بينما كانت نسبة 4.2% من الأسر لديها معيلون من الذكور دون وجود شريكة وكانت نسبة 16.6% من غير العائلات. تألفت نسبة 13.9% من أصل جميع الأسر من عدة أفراد يعيشون في نفس المنزل ونسبة 5.1% كانت تتألف من شخص يعيش بمفرده يبلغ من العمر 65 عاماً أو أكثر. وبلغ متوسط حجم الأسرة المعيشية 3.44، أما متوسط حجم العائلات فبلغ 3.81.
بلغ العمر الوسطي للسكان 26.7 عاماً. وكانت نسبة 37.9% من القاطنين تحت سن الثامنة عشر، وكانت نسبة 9.3% بين الثامنة عشر والرابعة والعشرين عاماً، ونسبة 29.1% كانت واقعةً في الفئة العمرية ما بين الخامسة والعشرين والرابعة والأربعين عاماً، ونسبة 16.1% كانت ما بين الخامسة والأربعين والرابعة والستين، ونسبة 7.6% كانت ضمن فئة الخامسة والستين عاماً فما فوق. وتوزع التركيب الجنسي للسكان بنسبة 49.8% ذكور و50.2% إناث.

## أعلام
- ديفيد دالتون
- هارولد جي. كريستنسن
- جورج ديوي كلايد